# Дидро (лунный кратер)
Кратер Дидро (лат. Diderot) — небольшой ударный кратер расположенный в западной части чаши огромного кратера Ферми на обратной стороне Луны. Название дано в честь французского писателя, философа-просветителя и драматурга Дени Дидро (1713—1784) и утверждено Международным астрономическим союзом в 1979 г. 

## Описание кратера
Ближайшими соседями кратера являются кратеры Дельпорт и Литке на севере, кратеры Бабакин и Циолковский на востоке, а также кратер Ксенопонт на юге. Селенографические координаты центра кратера 20°25′ ю. ш. 121°32′ в. д. / 20,42° ю. ш. 121,54° в. д., диаметр 20 км, глубина 1,8 км.
Кратер имеет циркулярную форму, за время своего существования значительно разрушен, особенно пострадала южная часть вала, северо-восточная часть вала обрушилась, к северо-западной части вала примыкает приметный маленький кратер. Внутренний склон кратера неравномерный, значительно уже в восточной части. Высота вала над окружающей местностью составляет 780 м, объем кратера приблизительно 240 км³. Дно чаши неровное, в южной части находятся два небольших хребта. Кратер образован в слое пород выброшенных при ударном событии образовавшем кратер Циолковский и таким образом является более молодым чем последний. 

## Сателлитные кратеры
Отсутствуют